# Samuel Joelah Tribble

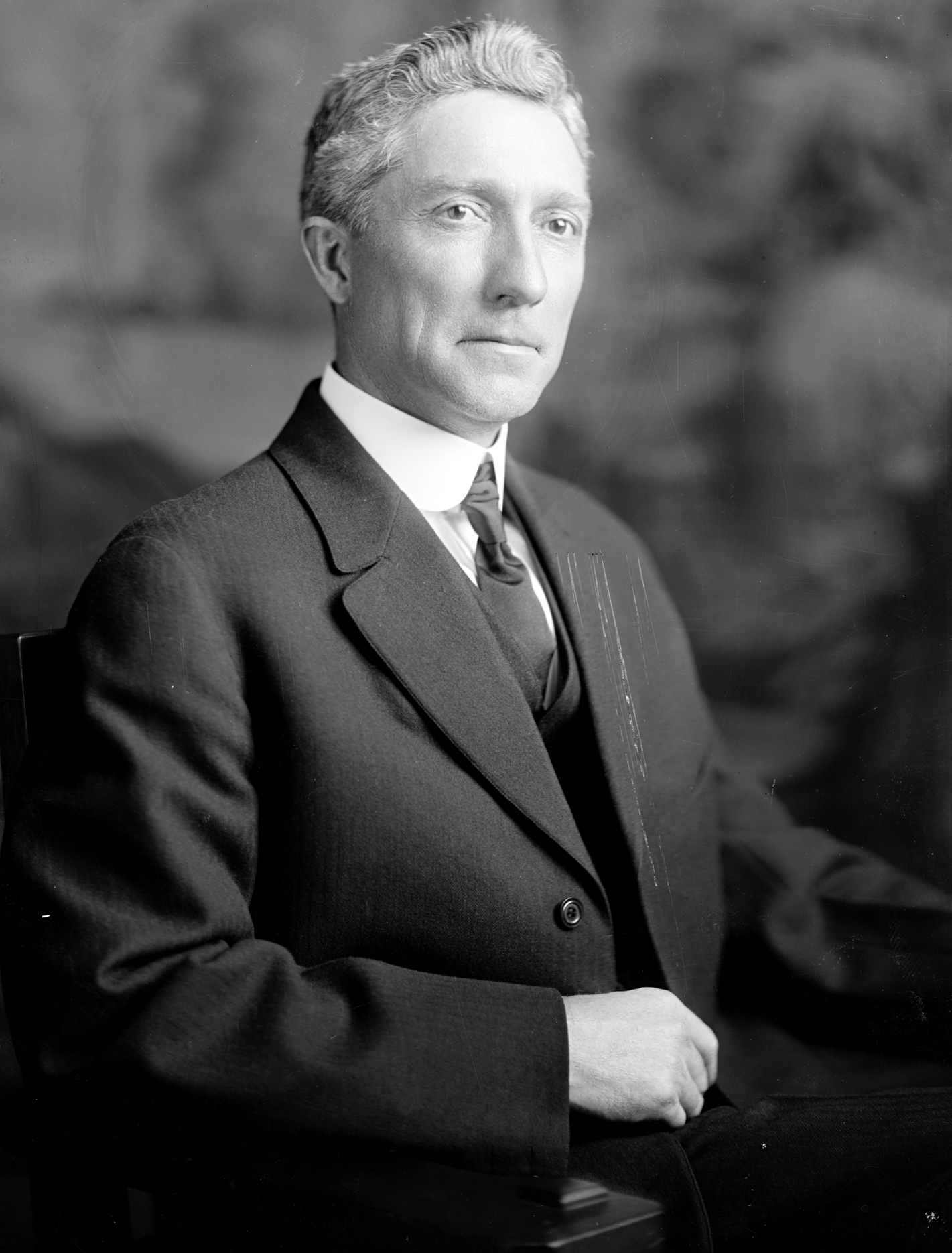
Samuel Joelah Tribble

Samuel Joelah Tribble (* 15. November 1869 bei Carnesville, Franklin County, Georgia; † 8. Dezember 1916 in Washington, D.C.) war ein US-amerikanischer Politiker. Zwischen 1911 und 1916 vertrat er den Bundesstaat Georgia im US-Repräsentantenhaus.

## Werdegang
Samuel Tribble besuchte die öffentlichen Schulen seiner Heimat und studierte danach an der University of Georgia in Athens. Nach einem anschließenden Jurastudium und seiner im Jahr 1891 erfolgten Zulassung als Rechtsanwalt begann er in Athens in seinem neuen Beruf zu arbeiten. Zwischen 1899 und 1904 war er städtischer Staatsanwalt in Athens; von 1904 bis 1908 übte er die gleiche Tätigkeit im westlichen Gerichtsbezirk des Staates Georgia aus.
Politisch war Tribble Mitglied der Demokratischen Partei. Bei den Kongresswahlen des Jahres 1910 wurde er im achten Wahlbezirk von Georgia in das US-Repräsentantenhaus in Washington gewählt, wo er am 4. März 1911 die Nachfolge von William Marcellus Howard antrat. Nach zwei Wiederwahlen konnte er bis zu seinem Tod am 8. Dezember 1916 im Kongress verbleiben. Damals wurden dort der 
16. und der 17. Verfassungszusatz verabschiedet. Zum Zeitpunkt seines Todes war Tribble bereits für eine weitere Legislaturperiode im Repräsentantenhaus gewählt worden, die er aber nicht mehr antreten konnte.